# Quanling (sockenhuvudort i Kina, Jiangxi Sheng, lat 28,38, long 116,07)
Quanling är en sockenhuvudort i Kina. Den ligger i provinsen Jiangxi, i den sydöstra delen av landet, omkring 39 kilometer sydost om provinshuvudstaden Nanchang. Antalet invånare är 24 454. Befolkningen består av 11 727 kvinnor och 12 727 män. Barn under 15 år utgör 24,0 %, vuxna 15-64 år 67 %, och äldre över 65 år 7,0 %.
Runt Quanling är det tätbefolkat, med 369 invånare per kvadratkilometer. Närmaste större samhälle är Jinxianxian, 18,8 km öster om Quanling. Trakten runt Quanling består till största delen av jordbruksmark.
Genomsnittlig årsnederbörd är 2 304 millimeter. Den regnigaste månaden är juni, med i genomsnitt 441 mm nederbörd, och den torraste är oktober, med 23 mm nederbörd.